# 'Ndrina Violi
I Violi sono una 'ndrina calabrese di Sinopoli nella piana di Gioia Tauro. Sono alleati degli Alvaro.

## Fatti recenti
- Nei primi anni 2000, i due figli di Paolo Violi erano affiliati alla 'Ndrina Luppino a Hamilton (Canada), iniziata dal nonno Giacomo Luppino[1]. La famiglia Luppino sarebbe poi diventata nota come famiglia Luppino-Violi[2].
- Il 7 maggio 2015 tra gli Stati Uniti e la Calabria, durante l'operazione Columbus vengono arrestate 16 persone per traffico internazionale di droga proveniente dalla Costa Rica[3].
- 13 aprile 2016: operazione Colombiani d'Aspromonte contro i Nirta-Strangio, i Giorgi, i Violi e gli Italiano[4].
- Il 9 giugno 2020 si conclude l'operazione Freeland che porta all'arresto di 20 persone affiliate o facenti riferimento alle 'ndrine degli Italiano-Papalia, Barbaro-Papalia e Alvaro-Macrì-Violi accusate a vario titolo di associazione mafiosa, estorsione, sequestro di persona, spaccio di droga, bancarotta fraudolenta e detenzione illegale di armi. A capo della locale di Bolzano ci sarebbe Mario Sergi ma l'organizzazione avrebbe gestito anche lo spaccio del trevigiano e della città di Padova in Veneto grazie alla collaborazione di Paolo Pasimeni[5][6].

## Esponenti di spicco
- Domenico Violi (? - ?), fu capobastone della famiglia[7].
- Paolo Violi (1931 - 1978), figlio di Domenico. Trasferitosi in Canada nel 1951, entra a fare parte della famiglia Cotroni[7].